# 小行星11928
小行星11928（11928 Akimotohiro）是一颗绕太阳运转的小行星，为主小行星带小行星。该小行星于1993年1月23日发现。

## 轨道参数
小行星11928的轨道半长轴为2.6368116 UA，离心率为0.207。